# تانيا شفتشينكو

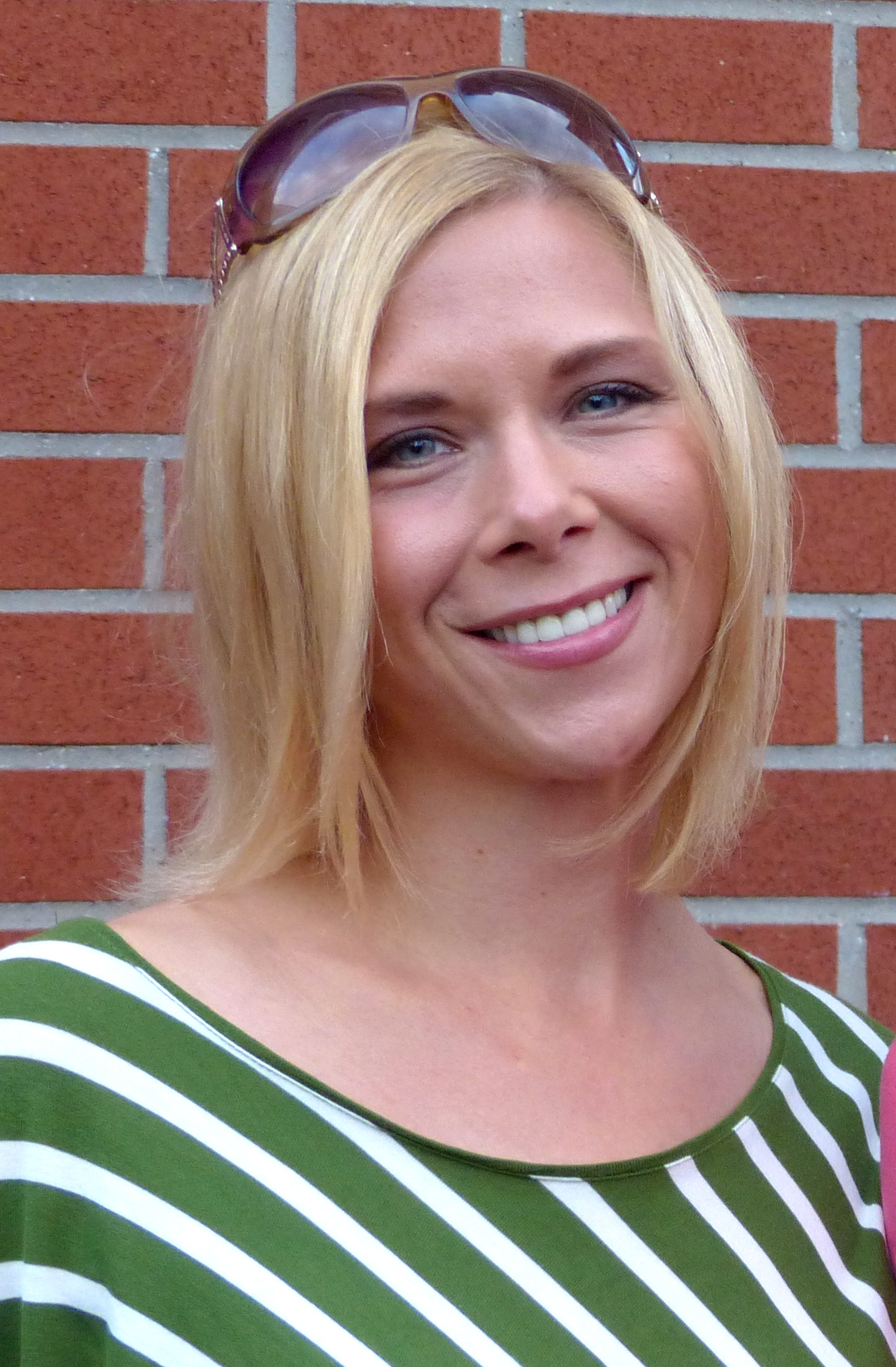
تانيا شفتشينكو في دوسلدروف

تانيا شيفتشينكو (بالألمانية: Tanja Szewczenko) وهي راقصة جليد و ممثلة ألمانية ولدت في يوم 26 يوليو 1977 في مدينة دوسلدورف في ألمانيا الغربية، في بطولة العالم 1994 حازت على الميدالية البرونزية وفي سنة 1997 في بطولة العالم فازت بالميدالية الفضية وفازت بالميدالية البرونزية في بطولة أوروبا وحازت على الميدالية البرونزية في بطولة العالم للشباب في سنة 1993، وهي من أب أوكراني.

## روابط خارجية
- تانيا شفتشينكو على موقع IMDb (الإنجليزية)
- تانيا شفتشينكو على موقع ألو سيني (الفرنسية)
- تانيا شفتشينكو على موقع قاعدة بيانات الفيلم (الإنجليزية)
- تانيا شفتشينكو على موقع كينوبويسك (الروسية)
- تانيا شفتشينكو على موقع أوليمبيديا (الإنجليزية)